# Kisa landsfiskalsdistrikt
Kisa landsfiskalsdistrikt var 1941–1964 ett landsfiskalsdistrikt i Östergötlands län, bildat när Sveriges nya indelning i landsfiskalsdistrikt trädde i kraft den 1 oktober 1941, enligt kungörelsen den 28 juni 1941. Detta distrikt bildades genom sammanslagning av större delen av Kinda södra landsfiskalsdistrikt och hela Ydre landsfiskalsdistrikt som hade bildats den 1 januari 1918 när Sveriges första indelning i landsfiskalsdistrikt trädde i kraft. Den 1 januari 1965 avskaffades i Sverige samtliga landsfiskaler och landsfiskalsdistrikt, och deras arbetsuppgifter delades upp på de nyskapade indelningarna polisdistrikt, åklagardistrikt och kronofogdedistrikt.
Landsfiskalsdistriktet låg under länsstyrelsen i Östergötlands län.

## Ingående områden
Kommunerna Kisa och Tidersrums landskommun och Västra Eneby hade tidigare tillhört det upplösta Kinda södra landsfiskalsdistrikt och kommunerna Asby, Norra Vi, Sund, Svinhult, Torpa och Västra Ryd hade tidigare tillhört det upplösta Ydre landsfiskalsdistrikt. När Sveriges nya indelning i landsfiskalsdistrikt trädde i kraft den 1 januari 1952 (enligt kungörelsen 1 juni 1951) ändrades distriktets omfattning.

### Från 1 oktober 1941
Kinda härad:
- Kisa landskommun
- Tidersrums landskommun
- Västra Eneby landskommun

Ydre härad:
- Asby landskommun
- Norra Vi landskommun
- Sunds landskommun
- Svinhults landskommun
- Torpa landskommun
- Västra Ryds landskommun

### Från 1 januari 1952
- Norra Kinda landskommun
- Södra Kinda landskommun
- Västra Kinda landskommun
- Ydre landskommun